# Hans von Troilo

Hans von Troilo

Hans von Troilo (* 25. November 1865 in Glogau, Provinz Schlesien; † 21. Januar 1934 in Pförten) war ein deutscher Unternehmer und Politiker (DNVP).

## Leben
Troilo absolvierte eine militärische Ausbildung in den preußischen Kadettenhäusern in Bensberg, Wahlstatt und Lichterfelde. Am 15. April 1884 kam er als charakteristischer Portepeefähnrich zum Infanterie-Regiment 48. Am 16. September 1885 wurde er zum Leutnant befördert. Als Oberleutnant war er im Infanterie-Regiment 52, als Hauptmann bis einschließlich Major und Bataillonskommandeur im Infanterie-Regiment 19. Während des Weltkrieges von 1914 bis 1919 als Regimentskommandeur des Infanterie-Regiments 53, erhielt im Kriege den Orden Pour le mérite und wurde am 27. Januar 1917 zum Oberstleutnant befördert.
Nach dem Krieg übernahm er die Leitung der ihm durch Erbschaft als Miteigentümer überkommenen Bergwerke und Ziegeleien der Firma Gebrüder Jeschke in Teuplitz (Kreis Sorau). Im selben Jahr betätigte er sich im Kreisverein Sorau-Forst der Deutschnationalen Volkspartei (DNVP). 1923 war er im Vorstand dieses Vereins als Obmann der Westhälfte (Forst und Umgegend) desselben. Darüber hinaus trat er im selben Jahr in den Stahlhelm, Bund der Frontsoldaten ein, für den er 1927 Gauführer des Großgaues Lausitz wurde. Vom Stahlhelm wurde er auch als Kandidat für den Reichstag zur Wahl gestellt neben der Aufstellung durch den Industriellenausschuss seines Wahlvereins.
Als Abgeordneter der DNVP gehörte er in der 4. Wahlperiode dem Reichstag in Berlin an.

## Ehrungen
Die 1936 erstellte Troilokaserne in Bonn-Duisdorf wurde nach ihm benannt. Sie diente als Infanterie-Kaserne und wurde nach dem Zweiten Weltkrieg zunächst von belgischen Besatzungstruppen und später von deutschen Bundesbehörden genutzt.

## Schriften
- Überwachen oder besichtigen? Ein Beitrag zur kriegsmässigen Ausbildung unserer Infanterie, 1908
- Selbstätigkeit-Selbständigkeit. Zeitgemäße Rekrutenausbildung bei den..., 1916.
- Das 5. Westfälische Infanterie-Regiment Nr. 53 im Weltkrieg 1914–1919, 1924.
- Christlich-National-Sozial! Ziele und Wege der DNVP, 1928.